# Rusowicze
Rusowicze lub Rusowiczki (ukr. Русовичі) – wieś na Ukrainie w rejonie włodzimierskim obwodu wołyńskiego.
Wieś duchowna położona w województwie wołyńskim była własnością władyków włodzimiersko-brzeskich w 1570 roku.

## Historia
Pod koniec XIX w. wieś w gminie Grzybowica (Hrybowica), w powiecie włodzimierskim.
Do 2020 w rejonie iwanickim.